# Stazione di Chiari
La stazione di Chiari è una fermata ferroviaria della linea Milano-Venezia, a servizio dell'omonimo comune.

## Storia
La stazione fu attivata il 5 marzo 1878, all'apertura della tratta ferroviaria da Treviglio a Rovato.
Il 9 aprile 2017 fu trasformata in fermata.

## Movimento
La fermata è servita sia dai treni RegioExpress della relazione Milano Centrale-Verona Porta Nuova, eserciti da Trenord e cadenzati a frequenza oraria, sia dai treni regionali della relazione Milano Greco Pirelli-Brescia, anch'essi eserciti dalla società ferroviaria lombarda e cadenzati a frequenza oraria.

## Interscambi
Fra il 1898 e il 1915, lungo il viale d'ingresso della stazione si attestava il capolinea meridionale della Iseo-Rovato-Chiari.